# Michel Renquin
Michel Renquin (* 3. listopadu 1955, Bastogne, Belgie) je bývalý belgický fotbalový obránce a reprezentant a později trenér.
Účastník EURA 1980 a Mistrovství světa 1982 a 1986.
Mimo Belgie hrál ve Švýcarsku.

## Klubová kariéra
- Standard Liège 1974–1981
- RSC Anderlecht 1981–1982
- Servette FC 1982–1985
- Standard Liège 1985–1988
- FC Sion 1988–1990

## Reprezentační kariéra
Michel Renquin odehrál 7 zápasů za belgickou reprezentaci do 19 let a 2 zápasy za belgickou jedenadvacítku.
V belgickém reprezentačním A-mužstvu debutoval 22. 5. 1976 v kvalifikačním utkání v Bruselu proti týmu Nizozemska (prohra 1:2).
S reprezentací se zúčastnil Mistrovství Evropy v roce 1980 v Itálii, kde Belgie obsadila po prohře 1:2 se Západním Německem druhé místo.
Hrál i na Mistrovství světa 1982 ve Španělsku, kde nastoupil do 2 zápasů. Představil se i na Mistrovství světa 1986 v Mexiku, kde Belgie skončila na celkovém 4. místě.
Celkem odehrál v letech 1976–1987 za belgický národní tým 55 zápasů, branku nevstřelil..